# John Romero
Alfonso John Romero, född 28 oktober 1967 i Colorado Springs, är en amerikansk regissör, designer, programmerare och utvecklare inom datorspelsindustrin. Han är mest känd som en av grundarna till id Software och designer för många av deras spel, inklusive Wolfenstein 3D, Dangerous Dave, Hexen, Doom, Doom II och Quake. Hans speldesign och utvecklingsverktyg, tillsammans med nya programmeringstekniker skapade och implementerade av id Softwares ledande programmerare John Carmack, ledde till en masspopularisering av first-person shooter, eller FPS, under 1990-talet. Han tillskrivs att ha myntat FPS multiplayer-termen "deathmatch".

## Biografi
Romero föddes den 28 oktober 1967, sex veckor för tidigt i Colorado Springs, Colorado. När han tillfrågades om sin bakgrund uppgav Romero att "en morförälder var yaqui, en annan mexikan, och en annan cherokeser". Hans mor Ginny träffade Alfonso Antonio Romero när de var tonåringar i Tucson i Arizona. Alfonso, en förstagenerations mexikan-amerikan, var underhållsman på en flygbas där han reparerade luftkonditioneringar och värmesystem. Efter giftermålet med åkte paret i en Chrysler från 1948 med tre hundra dollar till Colorado, där de hoppades att deras blandrasförhållande skulle tolereras bättre.
Romeros introducerade arkadspelet Space Invaders (1978)   där man skjuter utomjordingar, som datorspel. Namcos labyrinjaktsarkadspel Pac-Man (1980) hade störst inflytande på hans karriär, eftersom det var det första spelet som fick honom att "tänka på speldesign." Nasir Gebelli (Sirius Software, Squaresoft) var hans favoritprogrammerare och en stor inspiration, med sitt snabba 3D-programmeringsarbete för Apple II-spel, såsom skjutspelen Horizon V (1981) och Zenith (1982), vilket påverkade hans senare arbete på id Software. Han inspirerades också av  programmeraren Bill Budge, Shigeru Miyamoto's Super Mario-spel, och stridsspel som Street Fighter II, Fatal Fury, Art of Fighting och Virtua Fighter.

### Tidig karriär

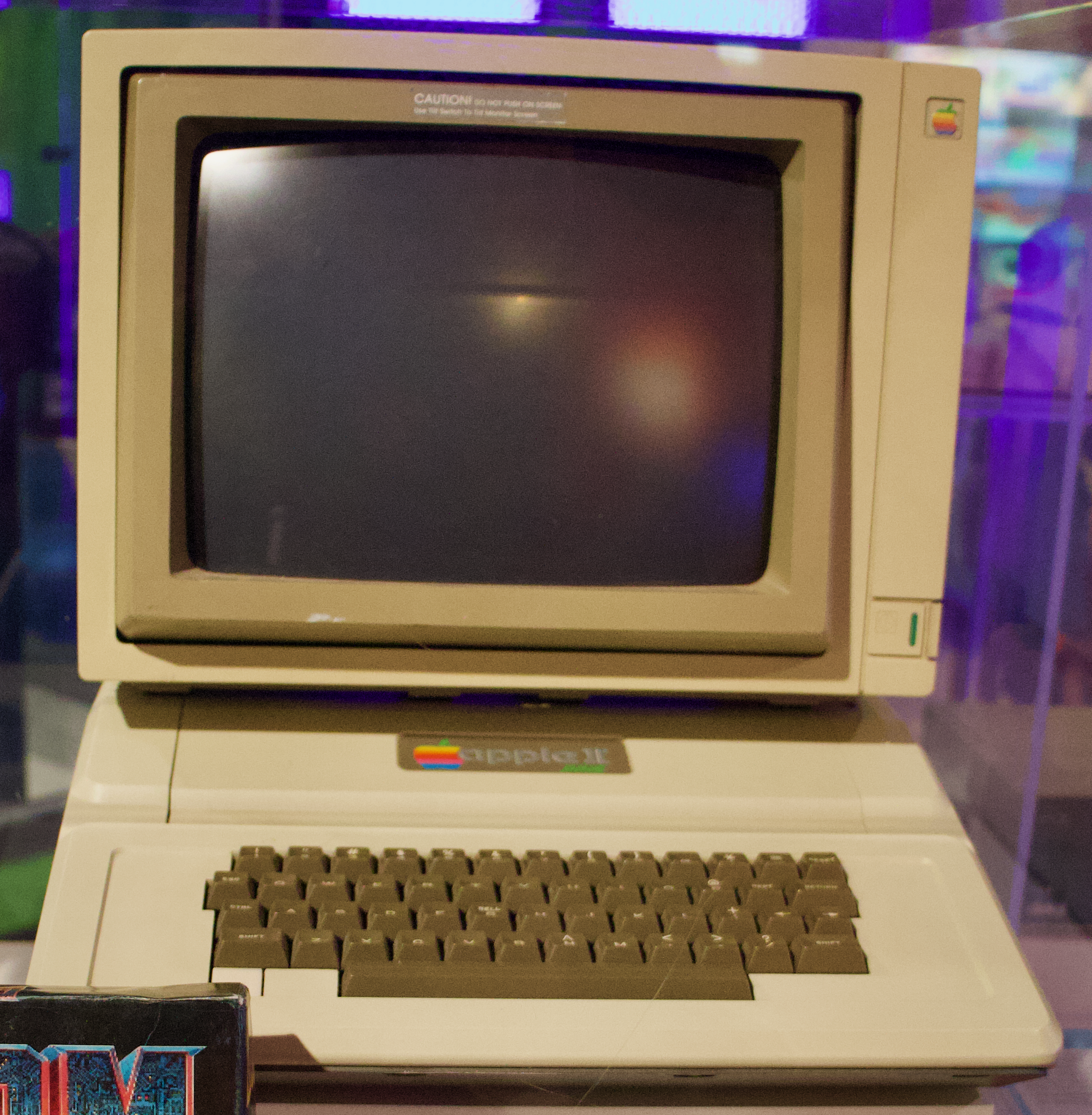
John Romeros Apple II på The Strong National Museum of Play

John Romero började programmera spel på en Apple II han fick 1980. Det första spel han  utvecklade var en Crazy Climber-kopia, som aldrig publicerades. Hans första publicerade spel, Scout Search, dök upp i juni 1984-numret av inCider magazine, en populär Apple II-tidning under 1980-talet. Romeros första företag, Capitol Ideas Software, stod som utvecklare av minst 12 av hans tidigast publicerade spel. Romero prydde decemberomslaget till Apple II-tidningen Nibble tre år i rad från 1987. Han deltog i en programmeringstävling i A+-tidningen under dess första publiceringsår med sitt spel Cavern Crusader. Det första spelet som Romero skapade och publicerade var Jumpster i UpTime som skapades 1983 och publicerades 1987.
Romeros första riktiga jobb inom branschen var på Origin Systems 1987, åtta år efter att han började att programmera spel. Han arbetade med Apple II till Commodore 64-versionen av 2400 A.D.,  skrotades på grund av den långsamma försäljningar av Apple II-versionen och gick sedan vidare till Space Rogue, ett spel av Paul Neurath.
Romero tillfrågades om han var intresserad av att gå med i Neuraths planerade företag Blue Sky Productions, som senare bytte namn till Looking Glass Technologies, men istället lämnade han Origin Systems för att bli en av grundarna av spelföretaget Inside Out Software. Han anpassade Might & Magic II från Apple II till Commodore 64 och hade nästan färdigställt Commodore 64 till Apple II-versionen av Tower Toppler då Epyx oväntat avbröt alla sina spelanpassningar i branschen på grund av den enorma investeringen i de första spelen för den kommande Atari Lynx. Under denna period skapade Romero grafiken till Apple IIGS-versionen av Dark Castle, som ursprungligen var ett Macintosh-spel. Romero och vännen Lane Roathe grundade också företaget Ideas from the Deep och skrev versioner av ett spel som kallas Zappa Roidz för Apple II, PC och Apple IIGS. Deras sista samarbete var operativsystemet (InfoDOS) för Infocom's spel Zork Zero, Arthur: The Quest for Excalibur, James Clavell's Shōgun och Journey.

### 1990-talet: id Software och Ion Storm
Romero flyttade till Shreveport i Louisiana i mars 1989 och anslöt till Softdisk som programmerare på deras avdelning för "Special Projects". Efter att i flera månader ha hjälpt PC-månadstidningen Big Blue Disk, flyttade han officiellt till avdelningen och startade en PC-spelsdivision i juli 1990 som kallades 'Gamer's Edge' (ursprungligen titeln PCRcade). Romero anställde den frilansande John Carmack från Kansas City på avdelningen, flyttade Adrian Carmack från Softdisks grafikdivision till avdelningen, och övertalade Tom Hall att komma in på kvällarna för att hjälpa till med speldesign. Dessa fyra lämnade Softdisk i februari 1991 för att bilda id Software.
Där var det, den bekanta miljön i Super Mario Brothers 3: ljusblå himmel, de fluffiga vita molnen, de buskiga gröna buskarna, de animerade rutorna med små frågetecken som rullar över sidorna och, märkligt nog, hans karaktär Dangerous Dave som står redo längst ner på skärmen. Romero tryckte på sin piltangent, flyttade Dave längs golvet, och såg honom rulla smidigt över skärmen. Det var då han bröt ihop.
Romero arbetade på id Software från  starten 1991 till 1996. Han var inblandad i skapandet av flera banbrytande spel, såsom Commander Keen, Wolfenstein 3D, Doom, Doom II: Hell on Earth och Quake och var exekutiv producent (och speldesigner) på Heretic och Hexen. Han designade det mesta av det första avsnittet av Doom, en fjärdedel av nivåerna i Quake, och hälften av nivåerna i Commander Keen och Wolfenstein 3D: Spear of Destiny. Han skrev många av de verktyg som användes på id Software för att skapa deras spel, inklusive DoomEd (nivåredigerare), QuakeEd (nivåredigerare), DM (för deathmatch-start), DWANGO-klient (för att ansluta spelet till DWANGO:s servrar), TED5 (nivåredigerare för Commander Keen-serien, Wolfenstein 3D: Spear of Destiny), IGRAB (för att fånga tillgångar och lägga dem i WAD-filer), installatörerna för alla spel upp till och inklusive Quake, SETUP-programmet som användes för att konfigurera spelen, och flera andra. I sitt tal vid WeAreDevelopers Conference 2017, omtalade Romero denna period som Turbo Mode, där han skapade 28 spel, på 5,5 år med ett team bestående av färre än 10 utvecklare.
I nivå 30 av Doom II, "Icon of Sin", är bossen tänkt att vara ett gigantiskt demonhuvud där en bit saknas av pannan. När man först ser demonen spelas ett förvrängt, demoniskt meddelande upp, som egentligen är John Romero som säger "För att vinna spelet måste du döda mig, John Romero!", bakvänt och förvrängt för att låta som en demonisk ramsa. Man kan använda "noclip"-fusk för att gå in i bossen och se Romeros avskurna huvud som är spetsat på en påle. Spelaren besegrar bossen (utan noclips-fusk) genom att skjuta raketer i dess exponerade hjärna efter att ha aktiverat en hiss och åkt den. Romeros huvud fungerar som dess träffdetektionspunkt; när han "dör", dödas bossen och spelet är slut. I IGN:s Doom-genomspelning 2013 för att fira Doom's 20-årsjubileum förklarade Romero att  inkluderingen av hans huvud som den sista bossen och den omvända ljudeffekten var resultatet av interna skämt mellan utvecklingsteamets medlemmar.
Under produktionen av Quake, krockade Romero och John Carmacks uppfattning om id:s framtida inriktning. Romero ville att spelet skulle följa hans krävande vision utan kompromisser, medan Carmack insisterade på att projektet måste göra stadiga framsteg mot slutförandet och anklagade Romero för att inte arbeta lika mycket som de andra utvecklarna. Även om Romero gav med sig och gick med på en månader lång insats för att avsluta spelet, löste det inte spänningarna inom företaget, och Romero tvingades avgå. I en intervju 1997 reflekterade Romero, "Att lämna efter att ha avslutat Quake var rätt val - att lämna efter att ha avslutat ett hit-spel. Jag håller goda relationer med id-gänget och det var ganska enkelt eftersom vi har varit vänner under många år." Carmack reflekterade också 2022 och sa att han ångrar hur han hanterade uppsägningen av Romero, och citerade omogenhet och brist på förståelse för företagsstruktur som de huvudsakliga orsakerna. Han tillade att både han och Romero nu respekterar varandra.
Romero grundade senare Ion Storm i Dallas i Texas med id-kollegan Tom Hall, där han designade och producerade Daikatana. Det ambitiösa förstapersonsskjutspel skulle ha  lanserats till julhandeln 1997, men lanseringen uppsköts upprepade gånger, och spelet började få negativ press. På våren 2010 presenterade Gamesauce Romero på sitt omslag hade innehöll en djupgående intervju med Romero skriven av Brenda Brathwaite. I intervjun ber Romero offentligt om ursäkt för den ökända Daikatana-annonsen. Särskilt en annons från 1997 som skryter med "John Romero's About To Make You His Bitch....Suck it down" orsakade kontrovers i pressen och bland allmänheten. Den massiva hajpen för spelet och de efterföljande förseningarna (det släpptes inte förrän april 2000) förvärrades av de dåliga recensionerna det fick när det äntligen var klart. Vid lanseringen blev Daikatana  sågat och dök upp på flera listor över de 10 sämsta spel. Det ryktades det att Romero hade dödats och ett fotografi av hans skadade kropp spreds via Internet; Romero själv sade senare att bilden togs för tidskriften Texas Monthly, och att "kanske jag inte borde ha tagit den". Romero och Tom Hall lämnade företaget direkt efter släppet av Halls spel Anachronox och den efterföljande stängningen av Ion-kontoret i Dallas.

### 2000-talet
I juli 2001 grundade Romero och Hall Monkeystone Games för att utveckla och publicera spel för mobila enheter. Monkeystone släppte cirka 15 spel under sin korta livstid på tre och ett halvt år. Några höjdpunkter från deras spelutveckling inkluderade Hyperspace Delivery Boy! (Pocket PC, Windows, Linux), Congo Cube (Pocket PC, PC, BREW, Java ME), och en version av Red Faction för Nokia N-Gage. Han och hans flickvän, Stevie Case, gjorde slut 2003, och hon lämnade företaget i maj medan Red Faction fortsatte att utvecklas fram till oktober. John lämnade sedan Monkeystone Games dagliga verksamhet till Lucas Davis medan Romero och Hall gick över till Midway i San Diego.
I mitten av oktober 2003 anslöt sig Romero till Midway Games som projektledare för Gauntlet: Seven Sorrows. Medan han fortsatte att upprätthålla sin arbetsrelation med Monkeystone, tog Lucas Davis över kontorsdriften. Monkeystone-teamet flyttade till Austin i Texas för att arbeta med Midways Area 51 fram till dess släpp. Monkeystone Games stängdes ned i januari 2005. Romero gick från projektledare till kreativ chef för intern studio under denna tid. I slutet av juni 2005 lämnade Romero Midway Games bara månader innan slutförandet av Gauntlet: Seven Sorrows.
Den 31 augusti 2005 bekräftade Romero att han arbetade på ett ännu ej tillkännagivet MMOG på hans nyligen öppnade utvecklingsstudio, Slipgate Ironworks. Det rapporterades att namnet var tillfälligt. "För att sätta rekordet rakt," skrev Romero, "är jag medgrundare till ett nytt spelbolag i Bay Area och är mycket bättre ställt på många sätt än jag var på Midway". Han sa att han inte skulle avslöja något om företaget eller spelet förrän 2007. Den 17 mars 2009 meddelades det att Slipgate Ironworks var en del av Gazillion Entertainment. Tillsammans med venturekapitalisten Rob Hutter och investeraren Bhavin Shah var Romero en av grundarna till Gazillion. Den 22 juli, 2006 var John Romero och tidigare medarbetaren Tom Hall gästvärdar av avsnitt 53 av podcasten The Widget. Romero lämnade Gazillion Entertainment i november 2010 för att bilda ett socialt spelbolag kallat Loot Drop tillsammans med Brenda Brathwaite. Hans långvariga kollega, Tom Hall anslöt sig till företaget den 1 januari, 2011.
John Romero var styrelseordförande för Cyberathlete Professional League (CPL) i tio år. Den 20 december 2006 tillkännagav Romero ett nytt FPS-projekt för CPL med titeln Severity för både konsoler och PC. Det meddelades att Tom Mustaine (f.d. studiodirektör på Ritual Entertainment) skulle agera som Director of Game Development på CPL:s nya studio. Det angavs att Severity skulle vara en multiplayer first-person shooter, och att spelet skulle byggas på teknologi licensierad från id Software. I oktober 2009, Angel Munoz, grundare av CPL sa att Severity inte längre producerades eftersom de inte kunde "övertyga spelutgivare om dess värde".

### 2010 till nutid
I mars 2010 samarbetade John Romero med spelmagasinet Retro Gamer, i rollen som gästredaktör, och tog ansvar för tidningens redaktion och bidrog till ett antal artiklar om olika ämnen i hela tidningen. Numret innehåller en intervju av Romero med branschens dignitärer som erbjuder sina tankar om Romero. I augusti 2014, i en Super Joystiq Podcast på Gamescom 2014 meddelade Romero att han var på väg att göra en ny shooter, och sa att han arbetade med en konceptartist och att han hade några coola bilder för huvudkaraktären. I april 2016 meddelade Romero ett partnerskap med Adrian Carmack för att skapa en ny FPS med titeln Blackroom, och beskrev deras vision som en visceral, varierad och våldsam shooter som återgår till klassiskt FPS-spel med en blandning av utforskning, fart och intensiv, vapeniserad strid. De sökte $700,000 via Kickstarter för att se projektet till slutet och förväntade sig en lansering i slutet av 2018. Kickstarter-kampanjen avbröts fyra dagar efter dess start.
År 2017 vann Romero Bizkaia-priset på Fun & Serious Game Festival, som äger rum i den spanska staden Bilbao.
John Romero och hans fru Brenda Romero etablerade Romero Games den 11 augusti, 2015. De publicerade Gunman Taco Truck år 2017, SIGIL år 2019, och Empire of Sin år 2020.
I mars 2022, som svar på den ryska invasionen av Ukraina, skapade Romero en ny nivå av Doom II som sedan listades till försäljning genom hans personliga webbplats. Romero sa att alla intäkter skulle doneras till det Ukrainska Röda Korset och FN:s Centrala Nödfond.

## Privatliv

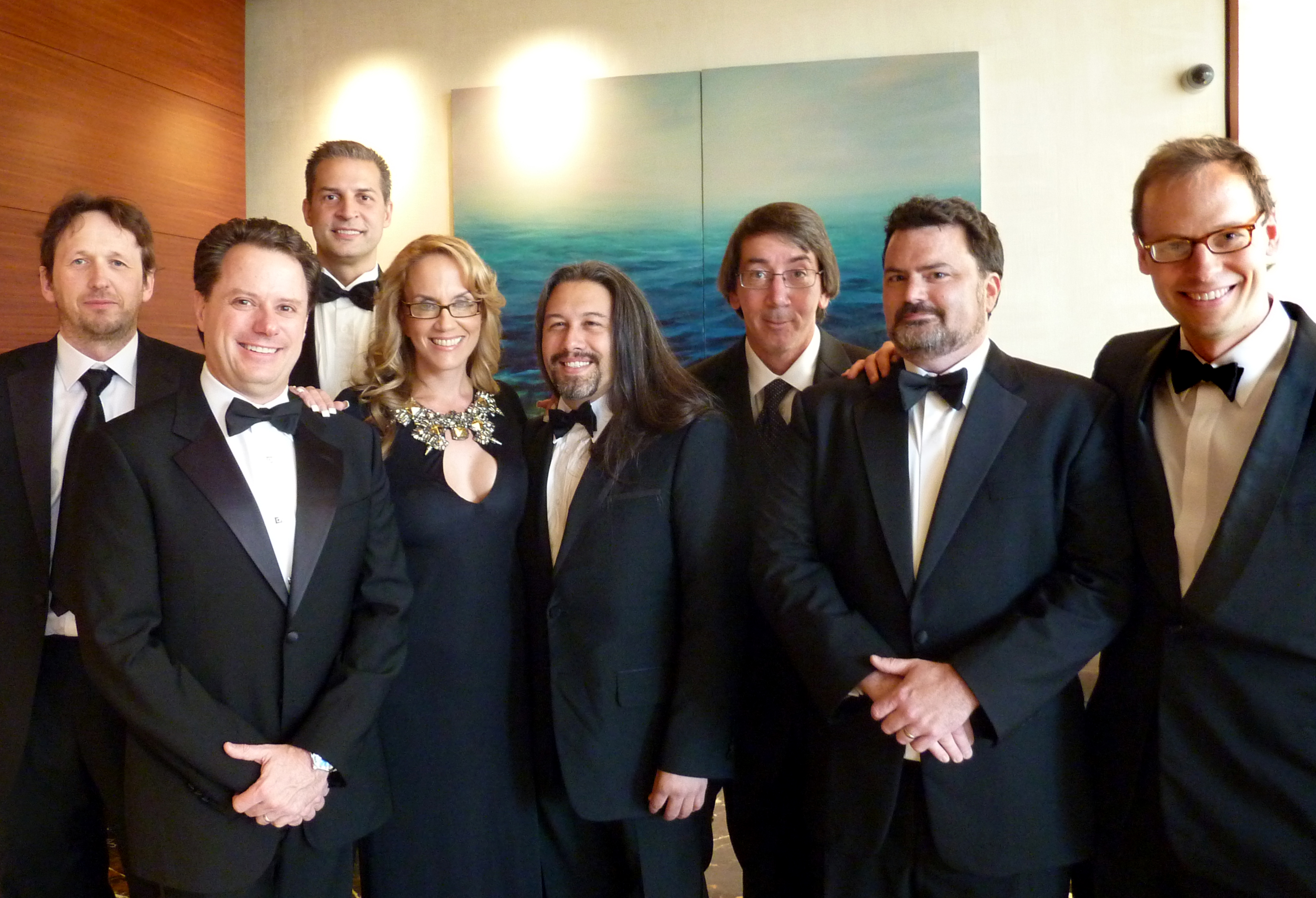
Romero och andra spelutvecklare på ett BAFTA-event i Los Angeles 2011. Från vänster: Rod Humble, Louis Castle, David Perry, Brenda Romero, John Romero, Will Wright, Tim Schafer, Chris Hecker.

I januari 2004 gifte sig Romero med Raluca Alexandra Pleșca, ursprungligen från Bukarest i Rumänien. De skildes 2011. Romero och spelutvecklaren Brenda Brathwaite förlovade sig den 24 mars 2012 och gifte sig den 27 oktober 2012. Tillsammans arbetade de på Ravenwood Fair, med Romero som Lead Designer och Brathwaite som Creative Director och Game Designer. De grundade också sociala spelutvecklingsföretaget Loot Drop i november 2010, och arbetade tillsammans på Cloudforest Expedition och Ghost Recon Commander. Romero har tre barn från två tidigare äktenskap: Michael, född 1988, Steven född 1989, och Lillia Antoinette, född 1998.
Romeros långa hår har varit en källa till både beundran och hån för hans fans. Han gästbesvarade Planet Quake:s "Dear Mynx"-kolumn, där en kvinnlig fan frågade efter hårskötselstips. Romero klippte sitt hår kort 2002 och donerade det till Locks of Love.
Diskussionsforum som Doomworld och BeyondUnreal startade trådar för att diskutera hans nya utseende, trots att han började låta det växa tillbaka till sin ursprungliga längd redan 2003. Den 11 januari 2022 gav Romero ett uttalande via Twitter om sitt hår, för att sammanfalla med den 120-årsdagen för William Arthur Jones "Indianernas tvångsklippningsorder" från 1902. I uttalandet sa Romero: "Jag bär mitt hår långt som en stolt Yaqui och Cherokee-man, och kommer att fortsätta göra det tills den dag jag dör."
År 2000, under utvecklingen av Daikatana, listade Romero Ultima V: Warriors of Destiny, Super Mario Bros. 3, Age of Empires, Duke Nukem 3D och Chrono Trigger som sina favoritspel genom tiderna, med Chrono Trigger på toppen av listan. År 2017 listade Romero World of Warcraft och Minecraft som sina favoritspel genom tiderna.
Romeros favoritprogrammeringsspråk är sedan 2017 Lua.
Romero påstår att han har Hypertymesi.
Romero är ateist. Han har även påstått att alla inblandade i arbetet på det ursprungliga Doom var ateister (även om spelutvecklaren Sandy Petersen är medlem i Jesu Kristi Kyrka av Sista Dagars Heliga).